# Ромало
Рома̀ло (на италиански: Romallo; на ладински: Romal, Ромал) е село и община в Северна Италия, автономна провинция Тренто, автономен регион Трентино-Южен Тирол. Разположено е на 735 m надморска височина. Населението на общината е 607 души (към 2018 г.).